# Anii (peuple)
Pour les articles homonymes, voir Anii.
 (février 2012).
Si vous disposez d'ouvrages ou d'articles de référence ou si vous connaissez des sites web de qualité traitant du thème abordé ici, merci de compléter l'article en donnant les références utiles à sa vérifiabilité et en les liant à la section « Notes et références ».
Le peuple Anii habite au Bénin et au Togo en Afrique de l'Ouest. Ils parlent la langue anii. La population principale se trouve dans la commune de Bassila au Bénin et dans la préfecture de Tchamba au Togo.